# الشاحنة الصغيرة (رواية)
الشاحنة الصغيرة (بالإنجليزية: The Pickup) هي رواية للكاتبة الجنوب أفريقية والحاصلة على جائزة نوبل نادين غورديمير، نشرت عام 2001، لأول مرة عن دار نشر بلومزبري في المملكة المتحدة وفارار شتراوس آند جيروكس في الولايات المتحدة.

## نبذة
تدور الرواية حول العلاقة بين امرأة بيضاء تُدعى جولي سمرز تنتمي إلى أسرة ثرية في جنوب أفريقيا، وشاب مهاجر غير شرعي من بلد صحراوي غير محدد يُدعى إبراهيم بن موسى (عبده). يلتقيان صدفةً بعد تعطل سيارة جولي، ويقودهما اللقاء إلى علاقة حب معقدة، تكشف عن تباين عميق في الخلفيات الثقافية والاجتماعية. تتنقل الرواية بين جنوب أفريقيا وبلد عبده الأصلي، وتتناول ثيمات مثل الاغتراب، الطبقية، الدين، الهجرة، والهوية.

## الشخصيات
- جولي سمرز: بطلة الرواية، امرأة بيضاء من الطبقة البرجوازية، تتبنى نمط حياة متمردًا على طبقتها، وتُفتن بتجربة الآخر والعيش خارج الامتيازات.
- إبراهيم بن موسى (عبده): شاب مهاجر غير شرعي، يعمل ميكانيكيًا، مثقف لكنه يعاني من التهميش، ويرغب في مغادرة وطنه إلى "العالم الجديد".
- والد جولي: رجل أعمال ثري يرفض مساعدة عبده، ما يكشف حدود الليبرالية البيضاء.
- مجموعة الطاولة: مثقفون وأصدقاء جولي، يمثلون الليبرالية الطليعية في مرحلة ما بعد الأبارتهايد.

## الخلفية السياسية
جاءت الرواية في مرحلة ما بعد نظام الأبارتهايد، حيث واجه الأدب الجنوب أفريقي سؤالًا جديدًا: ماذا بعد سقوط التمييز العنصري؟ تقدم *الشاحنة الصغيرة* معالجة جديدة لقضايا العولمة والهجرة والهوية، وتحوّل منطق الالتزام من مناهضة العنصرية إلى تفكيك الهويات والانتماءات في عالم متعدد الثقافات والحدود.

## الأسلوب الأدبي والبنية
اتبعت غورديمير أسلوبًا سرديًا متقشفًا يعتمد على التلميح والتقطيع البصري، ولغة مركّزة ومفتوحة على التأويل. يُلاحظ اعتمادها على التبئير الداخلي المتناوب، ما يُظهر التباين المعرفي والنفسي بين الشخصيتين الرئيسيتين. تبرز الصحراء كرمز للتحول والانفصال، حيث يراها إبراهيم سجنًا وجولي فضاءً روحيًا للتحرر. تنأى الرواية عن المباشرة السياسية، وتُراهن على البُنى الرمزية والسردية لإيصال نقدها الثقافي والسياسي.

## تحليل ونقد
الشاحنة الصغيرة واحدة من أقوى أعمال غورديمير ما بعد نوبل، إذ استثمرت حكاية حب ثنائية للكشف عن تناقضات العالم المعاصر. تقارن الرواية بين نزوع جولي للانصهار في الآخر، ورفض إبراهيم لوطنه كفضاء للقهر والتخلف. وتُبرز المفارقة في تمثيل كل منهما لفكرة الغربة والبحث عن المعنى. كما تنتقد الرواية المنظومة الغربية التي تُحاصر المهاجرين بالحدود والتصنيفات، في مقابل نزعة روحية لدى بعض البيض لا تخلو من سذاجة استعمارية معكوسة.نال العمل استحسانًا نقديًا واسعًا، وقورن برواية السماء الواقية لبول بولز، مع اختلاف جوهري في المقاربة. اعتُبرت الرواية نصًا حواريًا غنيًا حول العولمة والهوية والهجرة، وعززت موقع غورديمير ككاتبة تواكب تحوّلات الواقع جنوب الأفريقي والعالمي، بأسلوب فني راقٍ.